# Ocho de Enero, Chiapas
Ocho de Enero är en ort i Mexiko.   Den ligger i kommunen Cintalapa och delstaten Chiapas, i den sydöstra delen av landet, 700 km sydost om huvudstaden Mexico City. Ocho de Enero ligger 544 meter över havet och antalet invånare är 150.
Terrängen runt Ocho de Enero är kuperad åt nordost, men åt sydväst är den platt. Runt Ocho de Enero är det ganska glesbefolkat, med 30 invånare per kvadratkilometer. Närmaste större samhälle är Cintalapa de Figueroa, 2,6 km söder om Ocho de Enero. Omgivningarna runt Ocho de Enero är en mosaik av jordbruksmark och naturlig växtlighet.